# 선림보훈
선림보훈(禪林寶訓)은 고려 후기 충주 청룡사에서 간행한 판본이다.

## 개요
『선림보훈』은 고려 우왕 4년(1378)에 충주의 청룡선사(靑龍禪寺)에서 간행한 서책으로, 선사들의 도와 덕에 관한 교훈을 모은 선서(禪書)이다. 삼성미술관 리움 소장의 동일한 판본이 이미 보물 제700호로 지정되어 있듯이 고려 말기부터 조선으로 이어지는 시기의 우리 불교 사상이나 선종의 흐름을 살필 수 있는 귀한 자료이다. 또한 서책 간행과 관련된 거의 모든 사실이 기록으로 남아 있어서 고려 말기 지방 사찰본의 간행 특징을 살필 수 있다.
발문 및 간행에 참여한 인물들에 관한 기록이 수록되어 있으며 이 책이 우리나라에서 간행된 전말에 관한 자세한 사실을 알 수 있다. 더욱이 현재 전래되고 있는 판본 가운데 판각과 인출이 가장 정교한 고려본으로 판단된다는 점에서 의의가 크다. 이러한 점에서 국가지정문화재(보물)로 지정하여 연구하고 보존·관리할 만한 가치가 충분하다.

## 참고 자료
선림보훈-충주향토문화백과